# Ilosfalvy Róbert
Ilosfalvy Róbert (Hódmezővásárhely, 1927. június 18. – Budapest, 2009. január 6.) Kossuth-díjas és Liszt Ferenc-díjas magyar operaénekes (tenor), érdemes művész, a Halhatatlanok Társulatának örökös tagja.

## Élete és munkássága
Tanulmányait 1946–1949 között a budapesti Liszt Ferenc Zeneművészeti Főiskolán ének szakon végezte Molnár Imre, Jászó Györgyné növendékeként, 1950–1953 között pedig Lendvai Andornál. 1949–1955 között a Magyar Néphadsereg Művészegyüttese Énekkarának tagja lett mint szólista. 1954-ben debütált az Operaházban Erkel Hunyadi László című operájának címszerepében. 1966-tól másfél évtizedet töltött külföldön, mint a kölni Operaház állandó tagja, és más nagy zenés színházak, a San Franciscó-i, müncheni, hamburgi, stuttgarti, madridi, római operaházak, a New York-i Carnegie Hall és a londoni Covent Garden vendégművésze. 1982-ben visszatért Budapestre mint az Operaház magánénekese. 1992-től a társulat örökös tagja.
Különlegesen szép, olaszos hangjának köszönhetően elsősorban drámai és hősi szerepeket játszott, kevesebb lírait.

## Magyar Rádió
- Kemény Egon - Gál György Sándor - Erdődy János: „Komáromi farsang” (1957) Daljáték 2 részben Csokonai Vitéz Mihály – Ilosfalvy Róbert, Zenthe Ferenc, Lilla – Házy Erzsébet, Korompai Vali, Deák Sándor, Gönczöl János, Berky Lili, Bilicsi Tivadar, Szabó Ernő, Hlatky László, Fekete Pál, Lehoczky Éva, Völcsey Rózsi, Gózón Gyula, Rózsahegyi Kálmán  A Magyar Rádió Szimfonikus Zenekarát Lehel György vezényelte Zenei rendező: Ruitner Sándor  Rendező: László Endre. 2019 - Kemény Egon kétszeres Erkel Ferenc-díjas zeneszerző halálának 50. évfordulója esztendejében CD-újdonságként jelentek meg a  "Hatvani diákjai" és a  "Komáromi farsang" című daljátékai eredeti rádió-hangfelvételeinek (1955, 1957) digitalizált (2019) dupla-albumai. kemenyegon.hu

## Színházi szerepei
A Színházi Adattárban regisztrált bemutatóinak száma: 26.
- Erkel Ferenc: Hunyadi László....Hunyadi László
- Richard Wagner: Tannhäuser – Walther
- Richard Wagner: A nürnbergi mesterdalnokok – Walter
- Giacomo Puccini: Bohémélet....Rodolphe
- Auber: Fra Diavolo....Fra Diavolo rablóvezér
- Verdi: Macbeth....Macduff
- Puccini: Manon Lescaut....René des Grieux
- Petrovics Emil: C’est la guerre....Szökevény
- Muszorgszkij: Borisz Godunov....Dimitrij
- Gioachino Rossini: Tell Vilmos....Arnold
- Verdi: A végzet hatalma....Alvaro
- Verdi: Az álarcosbál....Richard gróf
- Georges Bizet: Carmen....Don José
- Puccini: A Nyugat lánya....Dick Johnson (Ramirez)
- Erkel Ferenc: Bánk bán....Bánk bán
- Verdi: Don Carlos....Don Carlos
- Verdi: Otello....Otello
- Lehár Ferenc: A mosoly országa....Szu-Csong herceg
- Kacsóh Pongrác: János Vitéz - János Vitéz
- Jacques Offenbach: Hoffmann meséi – Hoffmann
- Puccini: Tosca – Cavaradossi
- Puccini: A köpeny – Henri
- Verdi: Rigoletto - Mantovai herceg
- Verdi: A trubadúr – Manrico
- Verdi: Simon Boccanegra – Gabriele Adorno

## Díjai
- Liszt Ferenc-díj (1962)
- Székely Mihály-emlékplakett (1964)
- Kossuth-díj (1965)
- Érdemes művész (1988)
- A Magyar Állami Operaház örökös tagja
- Örökös tag a Halhatatlanok Társulatában (1998)
- A Magyar Állami Operaház Mesterművésze (2003)

## Diszkográfia
- Kemény Egon – Gál György Sándor – Erdődy János: „Komáromi farsang” daljáték, Breaston & Lynch Média, 2019